# Barabara
Az ulax, ismertebb, oroszból átvett nevén barabara az Aleut-szigeteken élő aleutok (unanganok) közösségi lakóépülete. A félig földbe süllyesztett, jól szigetelt menedéket télen használták, akár negyven rokonságban álló család is élhetett benne, amelyek a rövid nyár idején aztán külön kunyhókba költöztek.

## Építése
A barabara alaprajza téglalap volt, amelynek hosszabbik oldalai 15 és 60 méter között voltak, a rövidebbek pedig legfeljebb 12 méteresek. A 90-120 centiméter mélyre kiásott gödör falait egymástól 180 centiméter távolságra lévő oszlopokkal támogatták meg, amelyek teteje a föld szintjével volt egy vonalban, vagy legfeljebb egy méterrel nyúlt föléje. Az épület nagyságától és a felhasznált anyagok minőségétől függően a tetőgerendákat tartó belső oszlopsorok 30-60 centiméterre helyezkedtek el a falak oszlopaitól és akár kétszer olyan magasak is lehettek. Az oszlopokra keresztgerendákat fektettek, majd ezekhez erősítették a vékonyabb tetőgerendákat. Az építőanyagot uszadékfákból nyerték, néha bálnacsontokat is felhasználtak. A szerkezetre száraz fűből készült vastag szigetelőréteg került (néha bőröket is használtak), és a tetőt végül gyeptéglákkal fedték le.
A bejáratot a tetőn alakították ki, fatörzsből faragott, vagy deszkákból ácsolt létrát állítottak alá. Egyes barabarákon egy másik nyílást is kialakítottak, amelyen a füst távozhatott és több fény juthatott a belső térbe.

## Beosztása

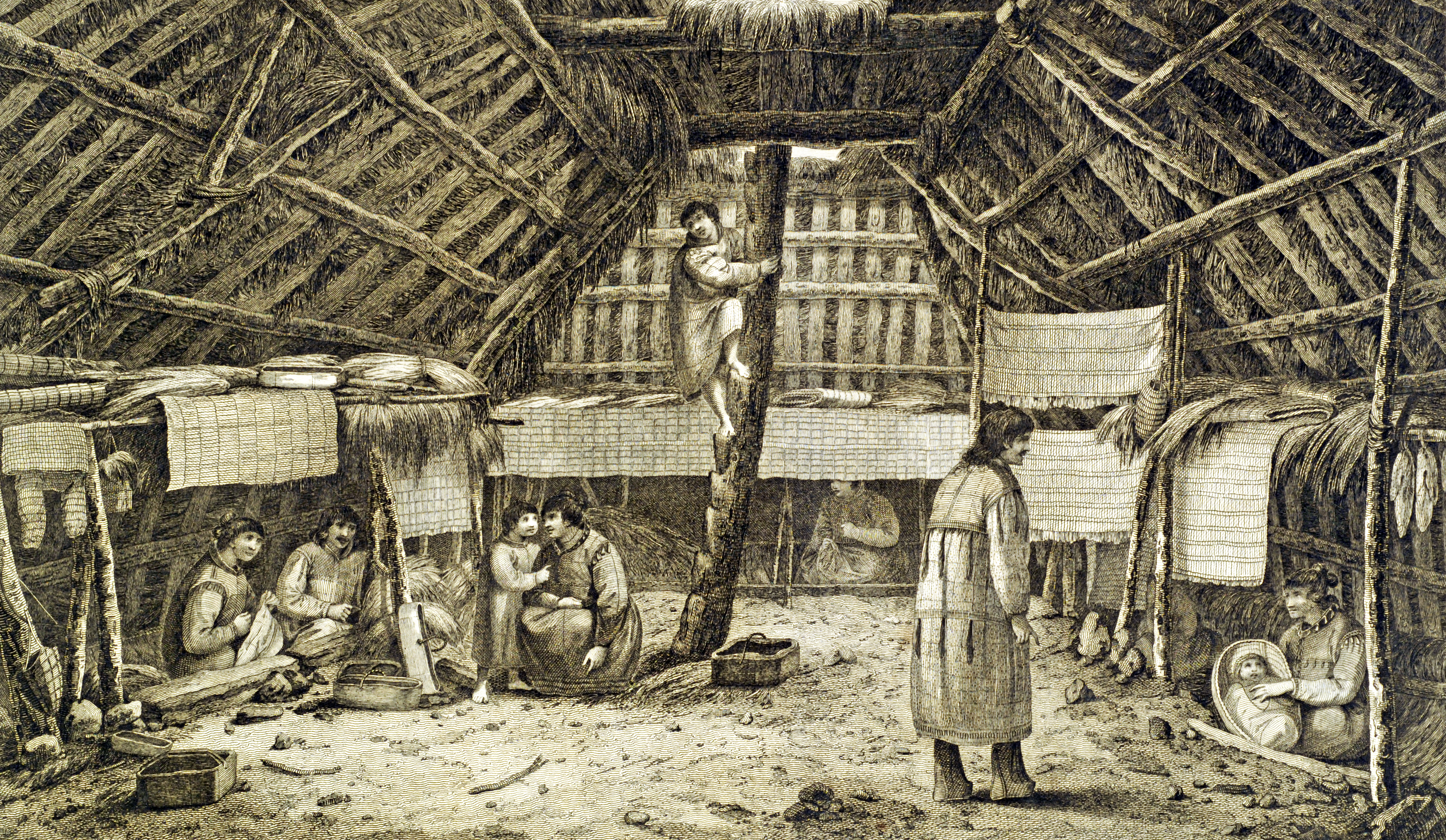
A barabara belseje

A hálóhelyek a falak mentén, a két oszlopsor között voltak, néha a padló szintjénél lejjebb. Az egyes családok lakóterét fűből szőtt függönyök választották el egymástól. A padlót fűvel szórták fel, vagy fűszőnyegekkel terítették le. A két oszlopsor közé keresztgerendákat erősítve egy galériát is kialakíthattak, ha a padló szintjén nem volt elég hely a lakóknak. A falakba néha kis, elzárható mélyedéseket ástak, ahol a közösséget ért támadás idején a gyermekek elrejtőzhettek.
A legnagyobb tiszteletben álló személy az épület egyik végében kapott helyet.
Egyes barabarák közepén egy megemelt földsáv futott, amelyet a családok közösen használtak különféle házi teendőkre, például bőrök cserzésére.

## Átalakulása
Az orosz telepesek érkezése után a hagyományos barabarán fokozatosan megjelentek az európai házak jellegzetességei. A bejáratot a tetőről a részben még földbe süllyesztett falak egy pontjára helyezték át, a lakótereket deszkafalakkal választották el és padokkal rendezték be, időnként pedig az egész padlót deszkával borították.